# Miloš Džinić
Miloš Džinić (serbisch-kyrillisch Милош Џинић; * 6. April 2000 in Wels) ist ein österreichisch-serbischer Fußballspieler.

## Karriere
Džinić begann seine Karriere beim ASKÖ SV Viktoria Marchtrenk. 2007 wechselte er in die Jugend des FC Pasching. Nach zehn Jahren bei Pasching wechselte er zur Saison 2017/18 zum viertklassigen SV Wallern. Im August 2017 debütierte er für Wallern in der OÖ Liga, als er am zweiten Spieltag jener Saison gegen den ASKÖ Donau Linz in der 87. Minute für Michael Lebersorg eingewechselt wurde. Im Oktober 2017 stand er gegen den ASK St. Valentin erstmals in der Startelf von Wallern. Bis Saisonende kam er für den Verein zu zwölf Einsätzen in der OÖ Liga, in denen er ohne Torerfolg blieb.
Zur Saison 2018/19 wechselte Džinić zum Zweitligisten FC Blau-Weiß Linz. Nachdem er zunächst noch für die sechstklassigen Amateure der Linzer gespielt hatte, debütierte er im März 2019 in der 2. Liga, als er am 20. Spieltag jener Saison gegen die WSG Wattens in der 84. Minute für Markus Blutsch eingewechselt wurde.
Im September 2019 wurde er an den Ligakonkurrenten Kapfenberger SV verliehen. Während der Leihe kam er verletzungsbedingt allerdings zu keinem Einsatz. Zur Saison 2020/21 kehrte er nach Linz zurück, wo er allerdings kein weiteres Spiel absolvierte. Nach der Saison 2020/21 verließ er den Verein und kehrte nach Wallern zurück. Für Wallern kam er zu zwölf Einsätzen in der OÖ Liga in der Saison 2021/22.
Zur Saison 2022/23 wechselte er wieder in die 2. Liga, diesmal zum SK Vorwärts Steyr, bei dem er einen bis Juni 2023 laufenden Vertrag erhielt. Für Steyr  kam er zu fünf Zweitligaeinsätzen, mit dem Klub stieg er zu Saisonende aber aus der 2. Liga ab. Daraufhin verließ er Vorwärts wieder. Zur Saison 2023/24 wechselte er dann zum Regionalligisten WSC Hertha Wels.